# 小ドルスス

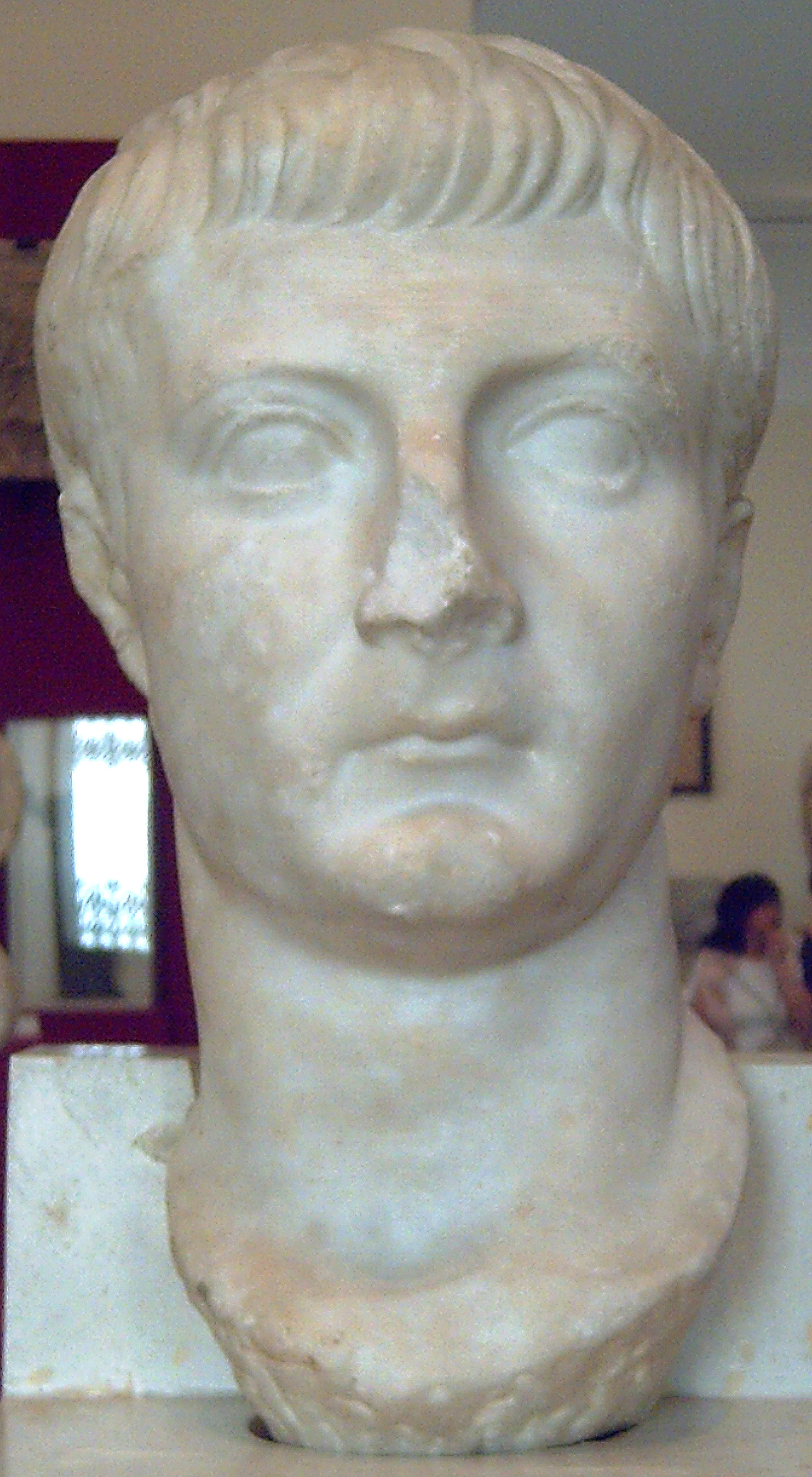
小ドルスス

ドルスス・ユリウス・カエサル（Drusus Julius Caesar, 紀元前14年? - 紀元23年7月1日）は、第2代ローマ皇帝ティベリウスの息子で後継者候補。一般には単にドルスス、またはティベリウスの弟大ドルススと区別するために小ドルススと呼ばれる。表記ゆれでドゥルススの表記も。

## 幼少期
ティベリウスと最初の妻ウィプサニアとの息子。ティベリウスはリウィア・ドルシッラとティベリウス・クラウディウス・ネロの息子であり、ウィプサニアはマルクス・ウィプサニウス・アグリッパとポンポニアの娘であるので初代皇帝アウグストゥスと直接の血縁関係はない。
紀元前11年にマルクス・アグリッパの寡婦となったユリアとの結婚のため父ティベリウスは母との離婚を強制され、さらに紀元前6年には父はドルススをローマに残しロドス島へ隠棲してしまう。紀元前2年の継母ユリアの追放後、紀元2年に帰還した父に連れられフォルム・ロマヌムで市民に紹介された。
その後ティベリウスがアウグストゥスの養子となり後継者に確定すると、ドルススもアウグストゥスの援助を受けて政治キャリアを重ねていった。このとき叔父・大ドルススの息子ゲルマニクスがティベリウスの養子となり、ドルススとは義理の兄弟となっている。さらにゲルマニクスの妹リウィッラと結婚している。
アウグストゥスが病没した紀元14年には翌年の執政官（コンスル）に指名されていた。アウグストゥスの遺言状でドルススは、第1位遺産相続人が遺産を相続できない場合に遺産を相続する第2位遺産相続人として3分の1の遺産を与えられていた。この指名は、同様に第2位遺産相続人として指名されていたゲルマニクスとその子供達とともに、ティベリウスの後をアウグストゥスが期待していたことを示している。ティベリウスが神君カエサルの神殿の前で行なった以外では唯一、アウグストゥスの追悼演説をドルススはフォルム・ロマヌムで行なっている。

## アウグストゥス死後
アウグストゥスの死によって父ティベリウスが元首に就任すると、パンノニアとゲルマニアで軍団の騒乱が発生し、これを鎮圧するためドルススはパンノニアへ派遣された。ゲルマニアについては現地でその指揮をしていた義兄弟ゲルマニクスが担当した。パンノニアの軍団はその司令官クィントゥス・ユニウス・ブラエススに賃金の上昇と退役年数の引き下げを要求し、各冬季陣地を離れ3個軍団が一箇所に集合していた。このときドルススには親衛隊2個大隊と騎兵隊、それに幕僚としてルキウス・アエリウス・セイヤヌス、グナエウス・レントゥルス、ルキウス・アプロニウスなどが与えられていた。パンノニアに到着したドルススは最初、兵士たちと交渉してティベリウスに使者を派遣したが、兵士達の動揺を見て取ると厳罰で対処し、使者の帰還前に叛乱を鎮圧した。軍団に対して一切の妥協を与えぬ解決であり、鎮圧後すぐにローマに戻った。
15年に予定通り同僚ガイウス・ノルバヌスとともに執政官に就任し、自らとゲルマニクスの名で剣闘士試合を開催した。
17年から、マロボドゥス率いるスエビ族とアルミニウスを戴くケルスキ族の対立の調停のためにイリリクムに派遣された。このイリリクムの任務で、19年の夏にはマロボドゥスをローマへの亡命に導く成果を挙げ、元老院で小凱旋式の決議を得た。またこの年に妻リウィッラとの間にティベリウス・ゲメッルスとゲルマニクス・ゲメッルスの双子が誕生している。
同じ年に、義兄弟で元首の後継者競争の相手でもあったゲルマニクスがシリアで急死する。ドルススもゲルマニクスの遺骨を迎えるため任地を離れ、一旦ローマに戻った。ドルススとゲルマニクスの周囲は後継者争いのため2つの陣営に分かれていたが、義兄弟同士の仲は良く、ドルススはその死を悼んだ。ゲルマニクスの遺骨を持ってその妻大アグリッピナがローマに着いたときには、すでに紀元20年になっていた。
ゲルマニクスの葬儀終了後、再びイリリクムで任務に戻り、終了後ローマに戻ると、凱旋式の前に予定執政官としてゲルマニクス暗殺の容疑を持たれていたグナエウス・カルプルニウス・ピソの裁判に臨んだ。ピソの自殺後、改めて小凱旋式を挙行した。このころ母ウィプサニアが死去している。
同じ年にはドルススの長女リウィア・ユリアとゲルマニクスの長男ネロ・カエサルが結婚している。

## 暗殺
21年に父ティベリウスと共に2度目の執政官に就任する。元首の同僚の執政官職は帝政期特別な意味を持ったが、今回の執政官職は競争相手ゲルマニクスが死亡していた以上、実質後継者指名の意味を持った。執政官に就任するとすぐに、ティベリウスは健康回復を理由としてカンパニアに退去し、ドルススにローマが任された。さらに翌22年には護民官職権の授与が決議され、アウグストゥス治世末期の父と同じ立場を与えられた。
このように完全に第3代皇帝の地位が約束された時にドルススは急死する。23年の死亡時には急病と不摂生による病死と考えられており、ティベリウスも元老院で毅然とした態度を見せていた。ドルススの葬儀は盛大に行なわれ、その葬列にはユリウス氏族、クラウディウス氏族などの偉大な祖先たちの肖像が連なった。遺骨はアウグストゥス廟に納められた。
このドルススの死後8年経った31年に、セイヤヌスの妻アピカタによってその死の真相が明らかとなった。ドルススの死の数年前から、ティベリウスは親衛隊長であったセイヤヌスを重用し、片腕として使っていたが、ドルススはこうしたセイヤヌスの勢力を敵視していた。こうしたドルススの感情を知っていたセイヤヌスは、ドルススの妻リウィッラと不倫の関係を結び、共謀して自らの野心の最大の障害であったドルススを毒薬で暗殺した。このドルススの暗殺は、セイヤヌスが失脚してその勢力が断罪されるまで、周囲が知ることはなかった。